# Сулікув (гміна)
Гміна Сулікув (пол. Gmina Sulików) — сільська гміна у південно-західній Польщі. Належить до Зґожелецького повіту Нижньосілезького воєводства.
Станом на 31 грудня 2011 у гміні проживало 6148 осіб.

## Площа
Згідно з даними за 2007 рік площа гміни становила 95.22 км², у тому числі:
- орні землі: 74.00%
- ліси: 15.00%

Таким чином, площа гміни становить 11.36% площі повіту.

## Населення
Станом на 31 грудня 2011:
| Опис     | Загалом | Загалом | Чоловіки | Чоловіки | Жінки | Жінки |
| -------- | ------- | ------- | -------- | -------- | ----- | ----- |
| одиниця  | осіб    | %       | осіб     | %        | осіб  | %     |
| все      | 6148    | 100     | 3088     | 50.23    | 3060  | 49.77 |
| міське   | 0       | 100     | 0        |          | 0     |       |
| сільське | 6148    | 100     | 3088     | 50.23    | 3060  | 49.77 |

## Сусідні гміни
Гміна Сулікув межує з такими гмінами: Любань, Секерчин, Завідув, Зґожелець.